# Пукара-де-Тилкара

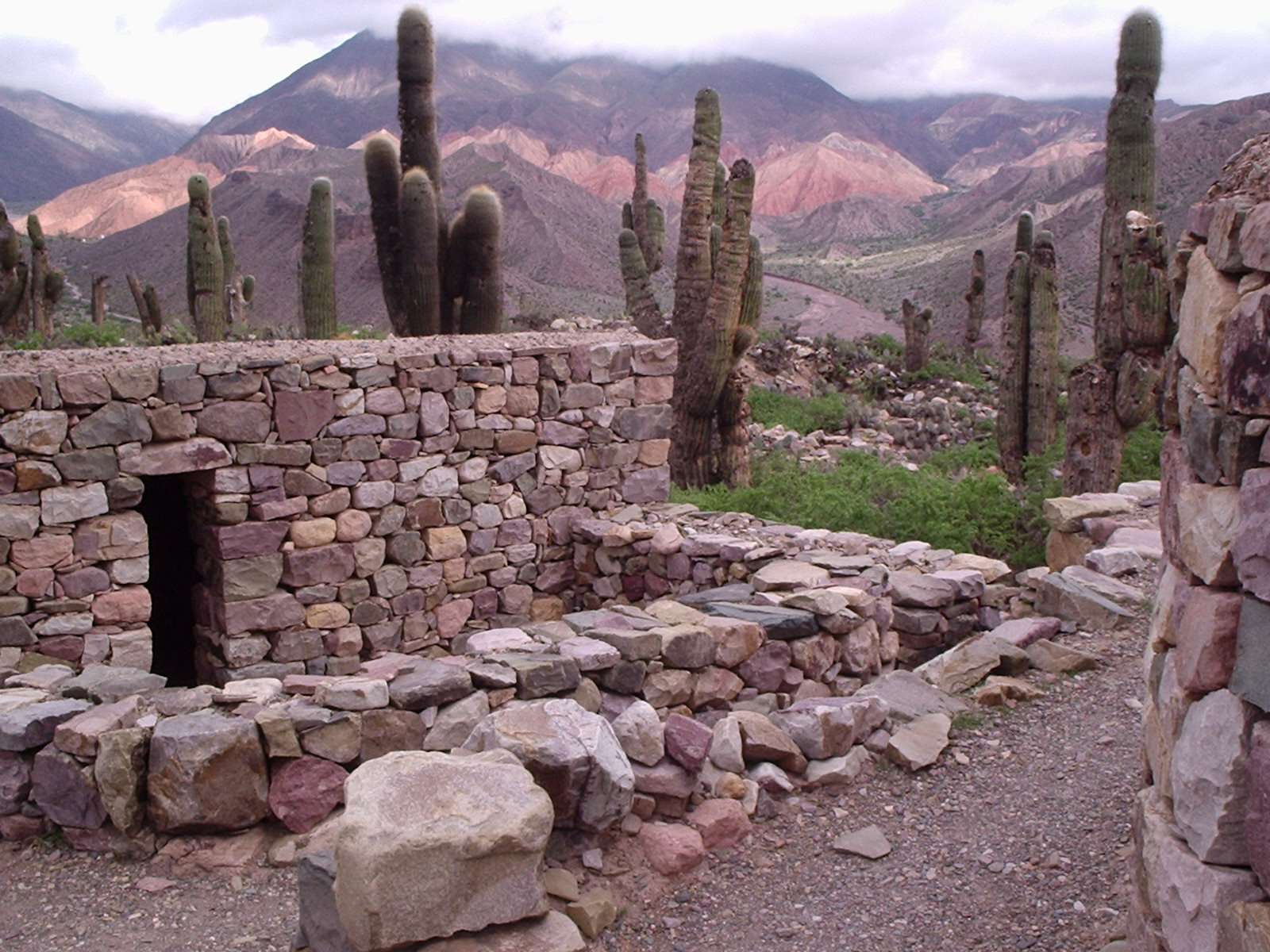
Руины Пукара-де-Тилкары.

Пукара-де-Тилкара - крепость (пукара) древней культуры, существовавшей до расцвета государства инков, расположенная на холме неподалёку от небольшого городка Тилкара, в аргентинской провинции Жужуй.
Крепость провозглашена национальным памятником в 2000 году. 

## История

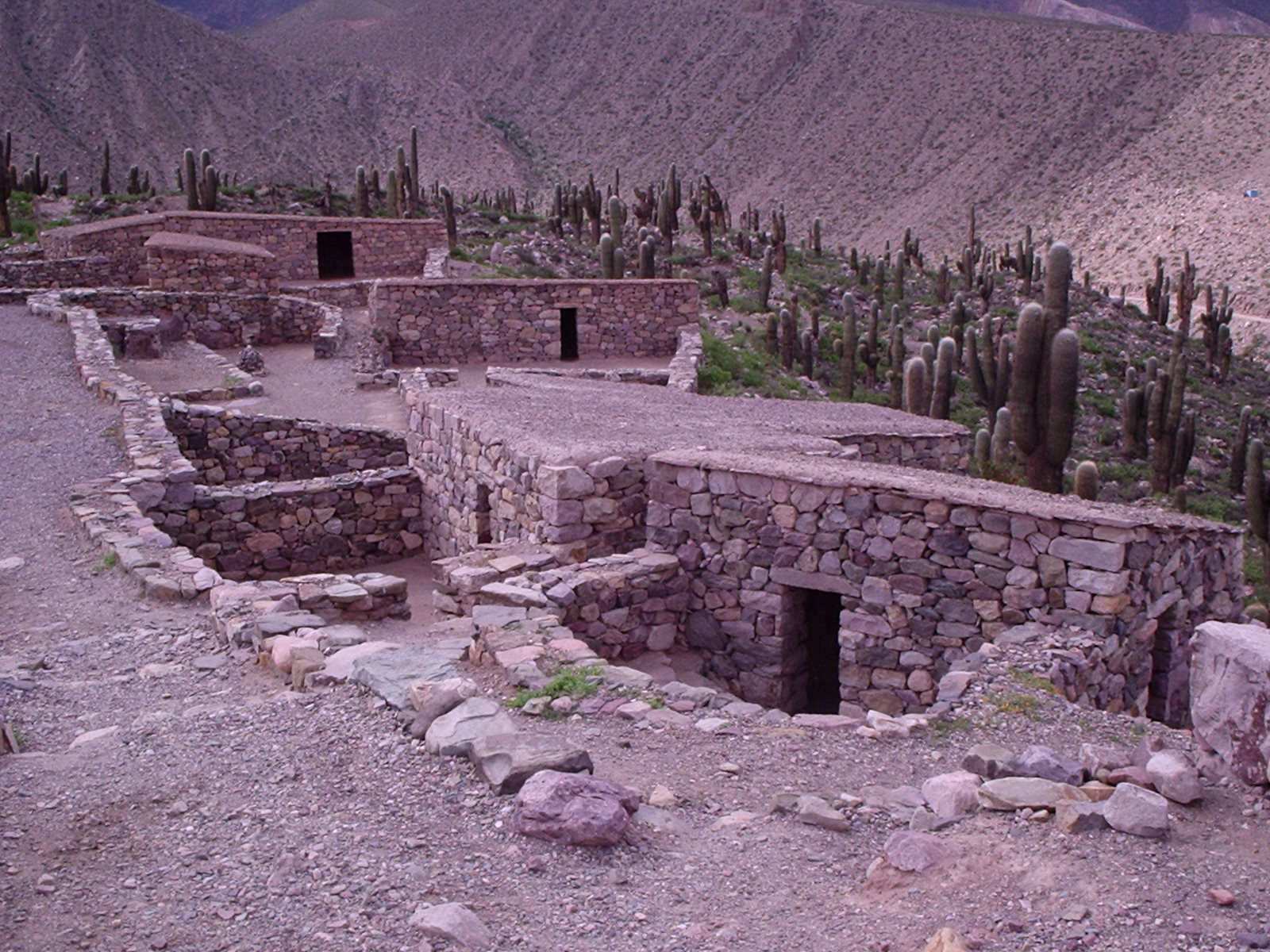
Пукара-де-Тилкара.

Появление людей в этой местности датируется VIII тысячелетием до н. э. Крепость была возведена и заселена примерно в XII веке. Местные жители были мастерами сельского хозяйства, ткацкого искусства и гончарства и, кроме того, смелыми воинами. В своё время Пукара служила значительным экономическим и военным центром.
В лучшие времена крепость вмещала около 2000 жителей, проживающих в небольших квадратных каменных зданиях с низкими дверями и без окон. Кроме жилых помещений, загонов для скота и других хозяйственных построек, здесь располагались места для проведения религиозных ритуалов и погребений.
В конце XV века племена Квебрада были окончательно завоёваны инками, которые использовали крепость как военный форпост для обеспечения поставок серебра, цинка и меди, добывавшихся поблизости.
Господство инков длилось всего около полувека и завершилось с приходом испанцев в 1536 году, которые основали современный город Тилкара в 1586 году. 

## Современная история

### Повторное открытие
В 1908 году этнограф Хуан Баутиста Амбросетти из Университета Буэнос-Айреса и его студент Сальвадор де Бенедетти вновь исследовали эту местность и составили каталог с более чем 3000 артефактов в течение первых трёх лет раскопок. Начав работы в 1911 году, они расчистили около 2000 квадратных метров территории и восстановили некоторые здания. В 1948 году Эдуардо Касанова взял на себя руководство исследованием территории вокруг крепости, и, как следствие, в 1966 году здесь был открыт археологический музей. Раскопки, продолжающиеся по сей день, и сегодня контролируются Университетом Буэнос-Айреса.

### Музей
Музей состоит из 10 комнат, три из которых предназначены для временных выставок, библиотеки и административных помещений. В семи залах, где размещены постоянные экспозиции, выставлено более 5000 ценных исторических экспонатов различных индейских культур.
- Зал 1 - Аргентина и соседние страны - Чили и Боливия, среди экспонатов - мумифицированное тело из пустыни Атакама.
- Зал 2 - культура Перу, выставлены керамические изделия индейцев наска, мокики и чиму.
- Зал 3 - выставлены экспонаты эпохи испанского завоевания.
- Залы 4 и 5 - экспонаты из Пуны и Жужуй.
- Зал 6 - остатки фортификационных укреплений Пукара.
- Зал 7 - остатки культуры Квебрада.